# Aari jezik
Aari jezik (ari, ara, aro, aarai, "shankilla", "shankillinya", "shankilligna"; ISO 639-3: aiz), južnoomotski jezik kojim govori 158 857 ljudi (1998) iz plemena Aari u regiji Omo u Etiopiji. 
Postoji nekoliko dijalekata: gozza, bako (baco), biyo (bio), galila, laydo, seyki, shangama, sido, wubahamer (ubamer), zeddo. Neki su bilingualni u amharskom ili u gofa (wolaytta) jeziku.
Stariji kodni naziv bio je ISO 639-3: aiz, koji je podijeljen na aari [aiw] (novi identifikator) i Gayil [gyl].

## Vanjske poveznice
- Ethnologue (14th)
- Ethnologue (15th)